# Schleefeld
Schleefeld war eine  Gemeinde im oberbayerischen Landkreis Mühldorf am Inn. Sie wurde im Zuge der Gebietsreform in Bayern 1971 aufgelöst und zum größeren Teil nach Rechtmehring eingemeindet. Namensgebend für die Gemeinde waren die Weiler Vorder- und Hinterschleefeld.

## Geschichte
Das Gebiet um die Weiler Vorder- und Hinterschleefeld gehörte im Mittelalter zum „Amt Mehring“ des 300 km² großen Territoriums der Freien Grafschaft Haag. 1567 wurde nach dem Aussterben der Fraunberger von Haag eine Seitenlinie der bayerischen Wittelsbacher vom Kaiser mit dem Reichslehen der Freien Grafschaft Haag belehnt. Seit 1666 war die Grafschaft im persönlichen Besitz der bayerischen Kurfürsten und wurde vom Landgericht Haag verwaltet. Erst mit der Mediatisierung 1804 kam die Grafschaft Haag staatsrechtlich endgültig an das Kurfürstentum Bayern.
Im Zuge der Verwaltungsreformen in Bayern entstand mit dem Gemeindeedikt von 1818 die Gemeinde Rechtmehring sowie die Gemeinden Allmannsau, Rosenberg und Schleefeld. Schleefeld besaß, wie auch Allmannsau und Rosenberg, keinen zentralen Ort. Die Gemeinde umfasste folgende Ortschaften:
- Au
- Berg
- Brandmeier
- Brunnthal
- Dunsern
- Fachenliehen
- Ferchensee
- Fischbach
- Flecklhäusl
- Frenau
- Hinterschleefeld
- Hoswaschen
- Linnern
- Lungenstett
- Mammerstätt
- Oed
- Schratzlsee
- Schreiern
- Schwarzöd
- Steinweg
- Vorderschleefeld
- Weidgarten
- Willerstett

1904 zählte Schleefeld 422 Einwohner. Die Gemeinde Schleefeld beschloss 1931 eine eigene Feuerwehr zu gründen. Bis dahin bildeten die Gemeinden Rechtmehring, Rosenberg und Schleefeld eine gemeinsame Wehr. Die erste Ausrüstung war eine mit Pferden gezogene Motorspritze. Das erste Feuerwehrhaus entstand 1934 in Vorderschleefeld.
Im Zuge der Gebietsreform in Bayern wurde die Gemeinde Schleefeld am 1. April 1971 zum größeren Teil nach Rechtmehring eingemeindet. Fischbach, Hoswaschen, Oed und Weidgarten kamen zur Gemeinde Soyen.

## Sehenswürdigkeiten
- Waldherrn-Kapelle Vorderschleefeld